# أولاد كرة الصالات
أولاد كرة الصالات (بالإنجليزية: Futsal Boys!!!!!)‏ هي علامة تجارية إعلامية يابانية مبنية على رياضة كرة الصالات،سيتم عمل مسلسل أنمي من إنتاج ديوميديا وسيعرض في يناير 2022  وسيتم إصدار لعبة فيديو من تطوير شركة بانداي نامكو إنترتينمنت.